# Pinehurst (Teksas)
Pinehurst je grad u američkoj saveznoj državi Teksas. Prema popisu stanovništva iz 2010. u njemu je živjelo 2.097 stanovnika.